# Linnéa Palme
Linnéa Agnes Chloé Palme, tidigare Sellersjö, Öberg Sellersjö och Linneá Amina Palme, född Amina Khurshid född 2 maj 1970 i Nässjö församling, är en svensk konstnär som arbetar med installationer, video, kollage, teckning, fotografi och textil.

## Utbildning
Linnéa Palme är utbildad vid Konstfack 1994–1995, Kungliga Konsthögskolan 1995 och 1999–2000, Beckmans designhögskola 1999–2000, Central Saint Martins College of Art and Design i London 2000–2001. 

## Karriär
Palme var assistent åt Christer Strömholm 1990–1991. Hon var efter det fotograf på Dagens Nyheter i början av 1990-talet och har även arbetat som journalist och skrivit om norsk arkitektur Hon har haft 25 konstutställningar i Sverige, Italien, England, Island och Danmark och finns representerad på Stockholms läns landsting och Statens konstråd med en triptyk på Konstnärshuset 1996.
Palme var ordförande i Kvinnliga fotografer i norden 1993 och 1994. Hon var Jurymedlem i Årets bild 2003.

## Utställningar (i urval)
- Fotomässan, Göteborg okt 1993
- Museo Ken Damy di fotografia contemporanea, Brecia, Italien 1994
- Kalmar slott, april–juni 1995
- Landskrona Konstmuseum, mars–april 1996
- Konstnärshuset, Stockholm,sept 1996
- Galleri Mejan, Stockholm juli 2000
- Stockholm Art fair 2002
- Norrköping Konstmuseum 2003
- Södertälje Konsthall 2006–2007
- Frederiks Bastion / Norden i Fokus i København 2006
- Nordiska Ministerrådet i Köpenhamn 2007
- Beauty of Islam på Nordens Hus Reykjavik, Island 2008
- Fantasihuset med Democrats Abroad Sverige en utställning inför Valet av Obama 2008
- Konstnärshuset Stockholm 2009, 2010, 2011